# 鲍修让
鲍修让（?—?），五代十国时吴越国官员，余姚（今浙江余姚）人，吴越忠懿王钱俶时同参丞相府事。鲍君福之子。
鲍修让年轻时少言寡语，治军严整，有法度。官至上直指挥使、衢州刺史。后汉天福十二年（947年），鲍修让为戍将，在福州监视李孺赟；李孺赟计划背叛吴越、再次投靠南唐，鲍修让于十二月十三日·癸巳（948年1月26日）杀了他，把首级传到杭州。后周显德三年（956年），他随从吴程攻打南唐常州，来响应周世宗的大军。北宋建隆元年（960年），担任知福州彰武军事，改上直诸军都钤辖使，同参丞相府事。在任上去世。